# Lookeu
Lookeu (Laukeu, Lo’oceu) war ein historisches Territorium auf Timor.

## Lage
Lookeus Zentrum lag ursprünglich in den Bergen des osttimoresischen Fatumean. Sein Territorium befand sich beiderseits der heutigen Grenze zwischen Indonesien und Osttimor. Doch wegen Kriegen und Zwangsumsiedlungen wurde sein Zentrum seit dem Ende des 19. Jahrhunderts fünfmal verlegt. Heute liegt das Dorf Lookeu im indonesischen Distrikt Westtasifeto.
Ein weiteres Dorf mit Namen Lookeu befindet sich im osttimoresischen Sucos Debos (Verwaltungsamt Suai, Gemeinde Cova Lima).

## Geschichte
Die drei Reiche Fatumean, Lookeu und Dakolo bildeten ursprünglich die Koalition Uma Tolu (Drei Häuser). Erst nach einem Krieg von Manufahi 1895 gegen die Portugiesen kamen die Reiche Sisi und Maudemi dazu und es entstand Koba Lima als Bündnis von fünf tetumsprachigen Reichen. Ein „Koba“ ist ein Korb, der für rituelle Handlungen verwendet wird und „lima“, das Wort für „fünf“. Durch Verballhornung wurde aus „Koba“ später „Cova“ und der Name der heutigen Gemeinde Cova Lima. Wegen der kolonialen Grenzziehung, mit dem Vertrag von Lissabon zwischen den Niederlanden und Portugal, kamen Sisi, Maudemi und die Hälfte Lookeus zum heute indonesischen Westtimor, während der Osten von Lookeu und sein Zentrum, Fatumean und Dakolo portugiesisch blieben. Noch heute bestehen Bindungen über die Grenze hinweg.